# Dharam Singh (Hockeyspieler, 1919)
Dharam Singh Gill (* 19. Januar 1919 in Gandiwind, Amritsar; † 5. Dezember 2001 in Chandigarh) war ein indischer Hockeyspieler. Er gewann mit der indischen Hockeynationalmannschaft 1952 olympisches Gold.

## Karriere
Dharam Singh wirkte als Verteidiger in allen drei Spielen der indischen Mannschaft bei den Olympischen Spielen 1952 in Helsinki mit. Im Viertelfinale besiegten die Inder die Mannschaft Österreichs mit 4:0. Im Halbfinale folgte ein 3:1-Sieg über die britische Mannschaft. Das Finale gewannen die Inder mit 6:1 gegen die Niederländer.
Zwölf Jahre später war Dharam Singh als Trainer der indischen Nationalmannschaft am Sieg bei den Olympischen Spielen in Tokio beteiligt. Bei den Spielen in Tokio war auf der Position des Außenverteidigers ein Namensvetter von ihm dabei: der 1937 geborene Dharam Singh. 1978 war der ältere Dharam Singh dann noch einmal als Nationaltrainer tätig. Die von ihm betreute Mannschaft unterlag im Finale der Asienspiele 1978 der Mannschaft Pakistans.
Dharam Singh war Angehöriger der Polizeikräfte im Punjab.